# Angol labdarúgó-bajnokság (kilencedik osztály)
Az angol labdarúgó-bajnokságok kilencedik szintjét, tizennégy labdarúgó-bajnokságban, amatőr és fél-profi együttesek között bonyolítják le.
A divíziók összesen 298 klub részvételét biztosítják a ligában.

A kilencedik osztály területi felosztása

## A kilencedik osztály bajnokságai
| Bajnokság                                             | Színkód | Röv. | Alapítás éve | Régiók |
| ----------------------------------------------------- | ------- | ---- | ------------ | --- |
| Combined Counties League Premier Division             |         | CCL  | 1978         | Berkshire, London, Hampshire, Surrey |
| Eastern Counties League Premier Division              |         | ECL  | 1935         | Essex, Cambridgeshire, Norfolk, Suffolk |
| Essex Senior League                                   |         | ESL  | 1971         | Essex, Hertfordshire, London |
| Hellenic League Premier Division                      |         | HL   | 1953         | Berkshire, Buckinghamshire, Gloucestershire, Hampshire, Herefordshire, London, Northamptonshire, Oxfordshire, Wiltshire                                       |
| Midland Football League Premier Division              |         | MFL  | 2014         | Derbyshire, Herefordshire, Leicestershire, Northamptonshire, Nottinghamshire, Rutland, Shropshire, Staffordshire, Warwickshire, West Midlands, Worcestershire |
| North West Counties League Premier Division           |         | NWCL | 1982         | Cheshire, Cumbria, Derbyshire, Lancashire, Manchester, Merseyside, Staffordshire, Shropshire Wales, West Yorkshire                                            |
| Northern Counties East League Premier Division        |         | NCEL | 1982         | East Riding of Yorkshire, North Yorkshire, South Yorkshire, West Yorkshire                                                                                    |
| Northern League Division One                          |         | NFL  | 1889         | Cumbria, Durham, Northumberland, North Yorkshire, Tyne and Wear                                                                                               |
| Southern Combination Football League Premier Division |         | SCL  | 1920         | East Sussex, Surrey, West Sussex |
| Southern Counties East League Premier Division        |         | SCEL | 1966         | Kent, London |
| Spartan South Midlands League Premier Division        |         | SSML | 1997         | Bedfordshire, Buckinghamshire, Hertfordshire, London |
| United Counties League Premier Division               |         | UCL  | 1895         | Bedfordshire, Buckinghamshire, Cambridgeshire, Leicestershire, Lincolnshire, Norfolk, Northamptonshire, Rutland                                               |
| Wessex League Premier Division                        |         | WL   | 1986         | Berkshire, Dorset, Hampshire, Wight-sziget, Wiltshire |
| Western League Premier Division                       |         | WFL  | 1892         | Bristol, Cornwall, Devon, Dorset, Gloucestershire, Somerset, Wiltshire                                                                                        |

## A bajnokság rendszere
Mindegyik részt vevő két alkalommal mérkőzik meg ellenfelével. A győztes 3 ponttal lesz gazdagabb, döntetlen esetén 1 pontot kap mindkét csapat, a vereségért nem jár pont.
A bajnokság győzteseinek lehetőségük van a – többnyire – fél-profi klubokkal rendelkező Isthmian League Division One North/South, Northern Premier League Division One North/South vagy a Southern League Division One Central/South & West bajnoki küzdelmeibe továbblépni, míg a kieső csapatok a tizedik osztályba esnek vissza.

## Külső hivatkozások
- RSSSF